# 江藤豊二
江藤 豊二（えとう とよじ、1882年1月26日 - 没年不詳）は、日本の実業家、中日実業公司元常務取締役、三井物産株式会社元奉天支店長。

## 人物・経歴
1882年（明治15年）1月26日、鹿児島県の江藤治兵衞の長男として生まれる。
鹿児島商業学校を経て、立教大学を卒業。
1900年（明治33年）三井物産株式会社に入社。1915年（大正4年）には同社奉天支店長を務める。中日実業公司の常務取締役も歴任した。
1927年（昭和2年）田中義一内閣成立当時において、満州における日中対立の中心問題であった満州鉄道問題の解決のため、満州鉄道総裁、山本条太郎の代理として交渉を行った。山本は三井物産上海支店時代、中国人の間に多くの知己を得た人物で、江藤は山本の腹心の部下でもあり、同じく中国人に知己が多かった。
中日実業公司は、1913年（大正2年）に創設された日中合弁の中国興業公司が翌1914年（大正3年）に改称した会社で、中国各地の事業投資や公共事業への低利借款などの事業を展開し、日本資本の対中国投資の窓口としての役割を演じた。同様の目的をもった会社に東亜興業株式会社がある。